# 閻汝梅
阎汝梅（？年—？年），號和陽，扬州府江都县人。明朝末年政治人物。

## 生平
阎汝梅是山西右布政使阎士选之子。萬曆二十五年（1597年）丁酉科應天府乡试舉人，崇祯四年（1631年）辛未科进士。户部观政，授阳谷县知县，七年调任曹县，丁忧去职。起补沙县知县，十二年升刑部四川司主事，十三年考察革职。

## 家族
曾祖阎金，字体砺，其先陕西绥德人，父阎琮为合肥主簿，罢官后，因家贫不能归乡，因占籍江都。阎金任侠好义，嘉靖三十七年戊午（1558年）倭寇蹂躏江淮，知府石茂华发动居民守城，百姓望见倭寇攻城，都极为害怕。当时西北商贾客居扬州的有数百人，阎金召集其中的豪杰一起登城守御，射杀其倭寇首领，倭寇無功而退去，阎金由此名闻江淮。其孙阎士选、阎士聪、曾孙阎汝梅皆魁乡举，登进士。